# Comuna Solonțiuvatka, Bobrîneț
Solonțiuvatka (în ucraineană Солонцюватка) este o comună în raionul Bobrîneț, regiunea Kirovohrad, Ucraina, formată din satele Solonțiuvatka (reședința), Trudoliubivka și Zavadivka.

## Demografie
Componența lingvistică a comunei Solonțiuvatka
     Ucraineană (89,64%)
     Română (5,5%)
     Rusă (4,85%)
Conform recensământului din 2001, majoritatea populației comunei Solonțiuvatka era vorbitoare de ucraineană (89,64%), existând în minoritate și vorbitori de română (5,5%) și rusă (4,85%).